# Namibia Agricultural Union
Die Namibia Agricultural Union (NAU) bzw. afrikaans Namibia Landbou Unie (NLU; zu Deutsch etwa Namibischer Landwirtschaftsverband) ist der Dachverband der Landwirtschaft in Namibia. Sie hat ihren Sitz in der Hauptstadt Windhoek und ist Mitglied in der International Federation of Agricultural Producers.
In der Union ist ein Großteil der namibischen kommerziellen Farmer vereint. Sie ist Sprachrohr der Landwirte, von staatlicher Seite anerkannt und durch zahlreiche weitgehend unabhängige Farmervereine (Farmer’s Association/Boerevereniging/Farmerverein) lokal vertreten. Die Union verlegt mit der AgriForum eine monatliche landwirtschaftliche Fachzeitschrift.

## Braai-Wettbewerb
Seit Anfang der 1990er Jahre findet in Namibia jährlich ein Braai-Wettbewerb statt. Dieser war zunächst als Inter Farmers’ Association Braai Competition bekannt. Für einige Jahre wurde dieser Mitte der 2010er Jahre vom Schlachthofbetrieb Meatco unter dem Namen Meatco National Braai organisiert. Er ist seit 2015 wieder in Hand der NAU unter der Bezeichnung NAU–NLU AgriBraai.
Der Wettbewerb steht jedes Jahr unter einem anderen Thema. So stand der Anlass 2018 unter dem Thema Cattle Country Cowboy. Gastgeber war die Kalahari Oos Farmers Association in Gobabis, die den Wettbewerb 2017 gewonnen hatte.

### Ablauf
Der Anlass dauert zwei Tage und die Wettbewerbsgruppen dürfen maximal aus vier Teilnehmern bestehen. Es gibt zwei Arten von Teilnehmergruppen: Die Gruppen mit Teilnehmern des Farmer-Verbandes und frei zusammengestellte Gruppen (afrikaans sosiale span) mit Teilnehmern, die nicht direkt mit dem Farmwesen verbunden sind. Die Gruppen werden freitags um 18 Uhr den Gästen vorgestellt.
Die Speisen, von der Vorspeise bis zum Dessert, müssen durch die Gruppen auf Feuer oder Kohle zubereitet werden. Strom und Gas dürfen nicht verwendet werden. Verbotene Produkte sind Fertigsaucen, zu Hause vorbereitete Produkte und Mononatriumglutamate.
Samstags um 06:00 Uhr werden die Gruppen über das zuzubereitende Menü informiert. Die Beurteilung beginnt um 11:00 Uhr. Beurteilt werden Küchenhygiene, Zubereitung der Kost, die Zusammenarbeit innerhalb der Gruppe und die Einhaltung der Regeln. Drei Experten beurteilen die Gerichte. Die Getränke werden nicht beurteilt. Die Freundlichkeit und die Darstellung der Stände wird separat bewertet.
Samstagnachmittags gibt es ein Feedback an die Gruppen. Die Preisverleihung findet Samstagabend um 17:30 Uhr statt. Der erste Preis hatte 2018 eine Höhe von 30'000 NAD. Das Preisgeld soll für die Organisation des nächsten Wettbewerbes, der in der Farmer-Gemeinschaft der Gewinner stattfindet, eingesetzt werden.
Der Wettbewerb ist ein sozialer Anlass, an dem sich die Farmer, die Farmangestellten und die Stadt- oder Dorfgemeinschaften aus ganz Namibia treffen. Neben dem eigentlichen Anlass des Braai-Wettbewerbes finden musikalische Unterhaltung und zum Beispiel Bogenschuss-Wettbewerbe statt.

### Gewinner des Wettbewerbes
Folgende Farmvereine haben seit 1981 den Braai-Wettbewerb gewonnen (Anzahl der Siege in Klammern):
| #  | Jahr | Farmerverein     | #  | Jahr | Farmerverein     | #  | Jahr | Farmerverein     |
| -- | ---- | ---------------- | -- | ---- | ---------------- | -- | ---- | ---------------- |
| 01 | 1981 | Hochfeld (1)     | 16 | 1996 | Steinhausen (2)  | 31 | 2011 | Stampriet (1)    |
| 02 | 1982 | Epukiro (1)      | 17 | 1997 | Witvlei (2)      | 32 | 2012 | Aroab (1)        |
| 03 | 1983 | Kalahari-Oos (1) | 18 | 1998 | Sonop (2)        | 33 | 2013 | Uhlenhorst (3)   |
| 04 | 1984 | Uhlenhorst (1)   | 19 | 1999 | Okahandja (1)    | 34 | 2014 | Hochfeld (2)     |
| 05 | 1985 | Summerdown (1)   | 20 | 2000 | Kaiserstraat (2) | 35 | 2015 | Okahandja (4)    |
| 06 | 1986 | Kalahari-Oos (2) | 21 | 2001 | Kamanjab (1)     | 36 | 2016 | Uhlenhorst (4)   |
| 07 | 1987 | Steinhausen (1)  | 22 | 2002 | Nina (1)         | 37 | 2017 | Kalahari-Oos (3) |
| 08 | 1988 | Witvlei (1)      | 23 | 2003 | Okahandja (2)    | 38 | 2018 | Kaiserstraat (3) |
| 09 | 1989 | Epukiro (2)      | 24 | 2004 | Excelsior (1)    | 39 | 2019 | Uhlenhorst (5)   |
| 10 | 1990 | Summerdown (2)   | 25 | 2005 | Witvlei (3)      |    | 2020 | ausgefallen      |
| 11 | 1991 | Uhlenhorst (2)   | 26 | 2006 | Excelsior (2)    |    | 2021 | ausgefallen      |
| 12 | 1992 | Dorsland (1)     | 27 | 2007 | Houmoed (1)      | 40 | 2022 | Kalkrand (1)     |
| 13 | 1993 | Kaiserstraat (1) | 28 | 2008 | Okahandja (3)    | 41 | 2023 |                  |
| 14 | 1994 | Dorsland (2)     | 29 | 2009 | Sonop (3)        |    |      |                  |
| 15 | 1995 | Sonop (1)        | 30 | 2010 | Kalkplato (1)    |    |      |                  |